# Липоевая кислота
Липоевая кислота (липоат), также известна как α-липоевая кислота или тиоктовая кислота — сероорганическое соединение, является важным коферментом для многих ферментативных комплексов.
Молекула является карбоновой кислотой с присоединенным циклическим дисульфидом. Биологическое значение имеет только R-энантиомер. Липоат необходим для кислородной жизни и является распространенной пищевой добавкой.
Липоат играет роль кофермента в кислородном метаболизме, особенно в пируватдегидрогеназном комплексе.
В 1948 году Ирвин Гансалес назвал липоат фактором окисления пирувата (англ. pyruvate oxidation factor — POF).
Биодоступность липоевой кислоты при пероральном применении составляет около 30%.
Применяется в медицине как витаминоподобное вещество.
Названа перспективным средством от мигрени, наряду с ДГК и ЭПК, засчёт снижения воспаления, что может осуществляться и через ось кишечник–мозг.

## Фармакология

### Фармакокинетика
Фармакокинетическое исследование соли натрия липоевой кислоты на людях в 2007 году продемонстрировало, что максимальная концентрация в плазме и биодоступность значительно выше, чем у формы свободной кислоты, и конкурируют с уровнями в плазме, достигнутыми при внутривенном введении формы свободной кислоты. Кроме того, были достигнуты высокие уровни в плазме, сравнимые с таковыми в моделях на животных, где был активирован Nrf2.
Различные формы липоевой кислоты не являются биоэквивалентными. Очень мало исследований сравнивают отдельные энантиомеры с рацемической липоевой кислотой. Неясно, может ли вдвое больше количество рацемической липоевой кислоты заменить RLA.

## Биологическая активность
В исследованиях на мышах было показано, что липоевая кислота задерживала появление рака кишечника, но способствовала росту опухоли молочной железы. При повышении дозы развитие опухоли ускорялось. 
Другое исследование показало, что липоевая кислота блокировала распространение метастазов рака молочной железы в доклинических исследованиях .
Исследование трансгенных мышей с генетически обусловленным более быстрым старением мозга (SAMP8) показало, что липоевая кислота замедлила ухудшение умственных способностей мозга, но сократила жизнь с 34 недель до 20 недель.
Липоевая кислота также действует как антиоксидант, поскольку она не только улучшает, но и восстанавливает внутренние антиоксидантные системы и поддерживает их выработку или доступность клеток. Она также эффективно удаляет из кровотока тяжелые металлы, ответственные за окислительный стресс .

## Побочные действия
По данным обзора, опубликованного в 2023 году, прием альфа-липоевой кислоты может вызвать развитие синдрома аутоиммунитета к инсулину — редкого состояния, при котором наблюдаются спонтанные эпизоды гипергликемии и гипогликемии.

## Токсичность
10 таблеток альфа-липоевой кислоты (по 600 мг каждая) может быть смертельной дозой для человека.
Токсическая доза липоевой кислоты для кошек намного ниже, чем для людей, собак или крыс и вызывает гепатоцеллюлярную токсичность.

## Заболевания

### Комбинированная малоновая и метилмалоновая ацидурия (CMAMMA)
При комбинированной малоновой и метилмалоновой ацидурии (СМАММА), обусловленной дефицитом ACSF3, нарушается митохондриальный синтез жирных кислот (mtFASII), который является предшествующей реакцией биосинтеза липоевой кислоты. В результате снижается уровень липоилирования важных митохондриальных ферментов, таких как пируватдегидрогеназный комплекс (PDC) и α-кетоглутаратдегидрогеназа (α-KGDH). Прием липоевой кислоты не восстанавливает функцию митохондрий. 